# Абдулрашид Садулајев
Абдулрашид Садулајев (Цуриб, 9. мај 1996) је руски рвач слободним стилом аварског порекла, и олимпијски победник. На Светским првенствима за кадете 2012. и 2013. освојио је златне медаље и крајем 2013. године већ је дебитовао у сениорској конкуренцији. Године 2014. прво је освојио златну медаљу на Европском првенству за сениоре, а затим и на Светском првенству у Ташкенту. Злато је освојио на Европским играма у Бакуу 2015. и одбранио светску титулу у Лас Вегасу исте године. Олимпијски првак постао је у Рио де Жанеиру 2016. са само двадесет година.